# Museum Burg Stickhausen
Das Museum Burg Stickhausen liegt am Rande des ostfriesischen Ortes Stickhausen in der Gemeinde Detern. Der Burgverein Stickhausen betreut und betreibt das Museum. Es wurde 2021 wiedereröffnet und ist im Rundturm der Burg Stickhausen, deren Ursprünge im 15. Jahrhundert liegen, untergebracht.

## Ausstellung
Schwerpunkte der Sammlung sind die Geschichte des Ortes und der Burg sowie ihrer ehemaligen Bewohner, beispielhaft gezeigt am Schicksal der Familie Gerdes, die in der ersten Hälfte des 19. Jahrhunderts in äußerst beengten und ärmlichen Verhältnissen im Burgturm lebte. In der Dauerausstellung wird die Entwicklung von Stickhausen gezeigt. Derzeit (2023) lässt der Burgverein ein Modell der Festung in ihrer größten Ausdehnung erstellen. Studierende der Angewandten Geodäsie erstellen derzeit (2023) Lage- und Höhenpläne sowie ein dreidimensionales, digitales Geländemodell der Anlage.

## Geschichte

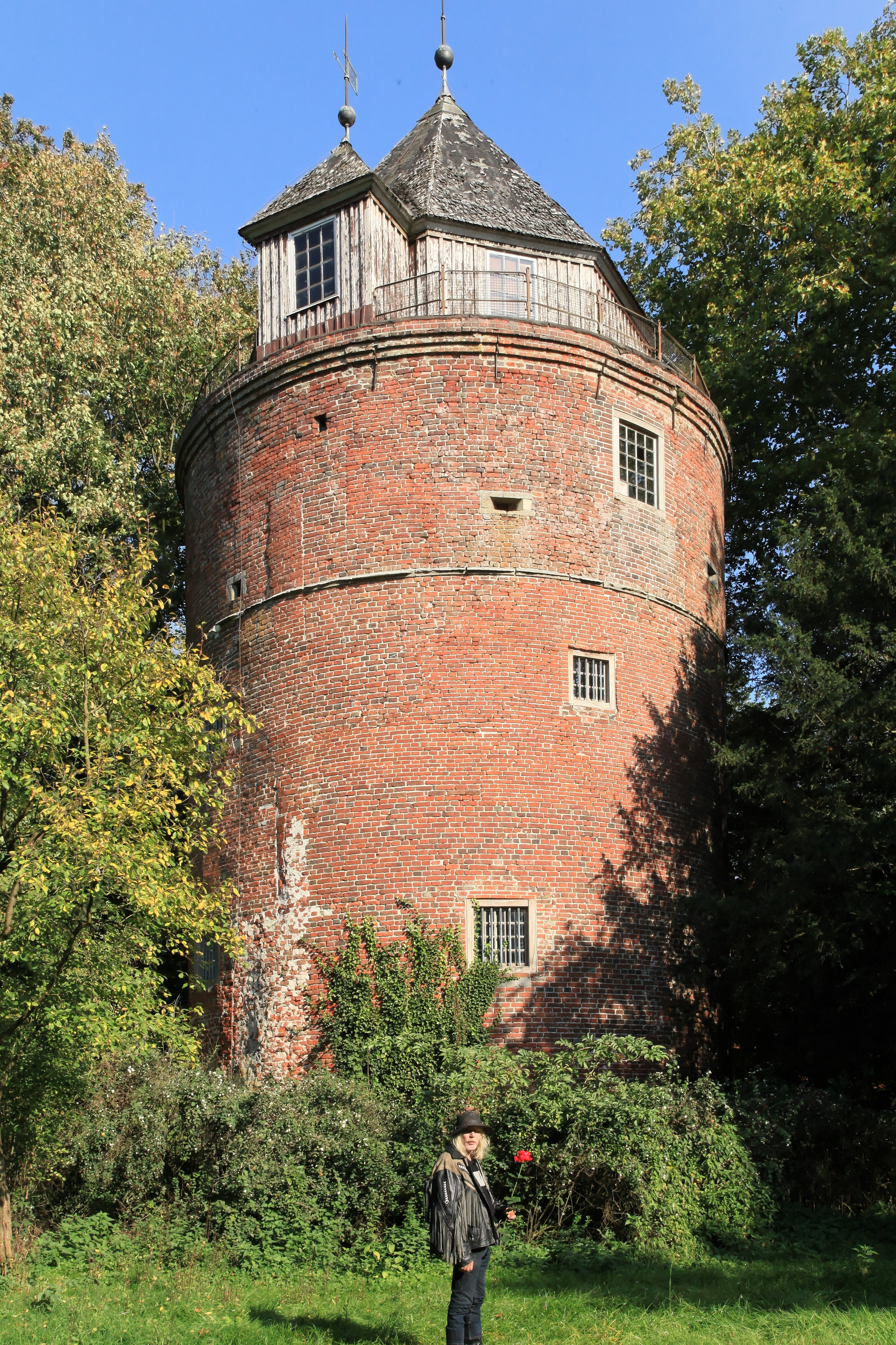
Der Burgturm vor der Sanierung

Die ersten Teile der Burg wurden um 1435 von der Hansestadt Hamburg errichtet, um ihre nach Westen führenden Handelswege zu schützen. Graf Edzard I. ließ um 1498 den heute noch erhaltenen Rundturm errichten. In den folgenden Jahrhunderten folgten weitere Aus- und Umbauten. Nach dem Machtantritt der Preußen im Jahre 1744 gab es keine Verwendung mehr für die Burg. Friedrich der Große befahl die Schleifung der Festung, von der heute nur der auf 1498 datierte große Rundturm und Reste der Wallanlagen erhalten sind. Der Rundturm diente danach bis 1885 als Gefängnis sowie als Wohnung des Amtmannes. Danach ging das Areal in privaten Besitz über. Nach dem Zweiten Weltkrieg war im Turm ein kleines Museum untergebracht, das ab den 1970er Jahren nur noch zeitweilig geöffnet war. 2019 kaufte die Samtgemeinde Jümme das Gelände. Der ebenfalls 2019 gegründete Burgverein Stickhausen richtete anschließend ein Museum ein. Dafür wurde der Turm entrümpelt und bis August 2020 umfangreich von außen saniert.